# TEPREL

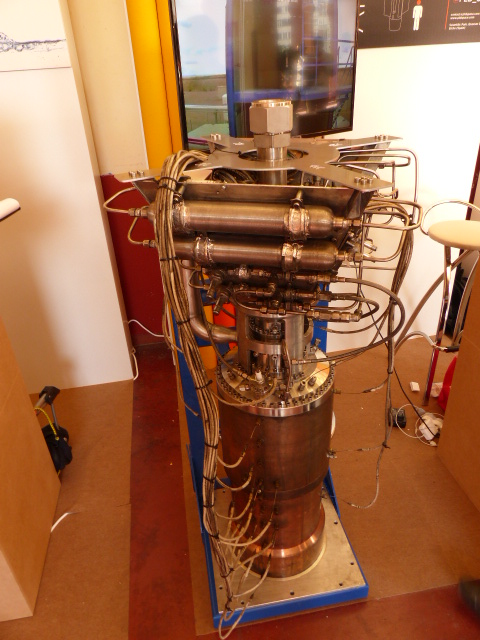
"Motor 1". Primer motor TEPREL-DEMO de PLD Space

El TEPREL es una familia de motores de cohete desarrollados por la empresa española PLD Space. Utilizan tecnología de motor de cohete de propelentes líquidos que se utilizará en sus lanzadores Miura 1 y Miura 5. El motor TEPREL, llamado así por el programa de motores reutilizables que está financiando su desarrollo (Tecnología Española de Propulsión Reutilizable Espacial para Lanzadores).  Usa queroseno y oxígeno líquido como propulsantes. Hasta ahora, varias versiones de este motor, destinadas a propulsar Miura 1, han sido desarrolladas y probadas en las propias instalaciones de prueba de propulsión líquida de la empresa ubicadas en Teruel, España.

## Evolución
En las primeras versiones del motor, el combustible se alimenta mediante un ciclo de tanque presurizado con helio. Las versiones posteriores del motor (TEPREL-C) incorporan una turbobomba.

### TEPREL-DEMO
El motor TEPREL-DEMO, originalmente llamado NetonVac1, se probó por primera vez en 2015, en el recién construido banco de pruebas en el Aeropuerto de Teruel, siendo la primera prueba de un motor cohete de combustible líquido en España  Es un modelo de motor calorimétrico que pretende demostrar la estabilidad de la combustión y obtener información relevante, como secuencias de encendido y apagado, presiones y temperaturas a lo largo del motor, empuje y masa propulsora. Además, el motor sirvió para probar todo el hardware y software asociado en las instalaciones de prueba de propulsión de PLD Space. El motor es capaz de producir un empuje de 28 kN en el momento del despegue.

### TEPREL-A
Con el motor TEPREL-A, probado por primera vez en 2017, la compañía incluyó varias actualizaciones de diseño, como un nuevo diseño de cámara de combustión, geometría de inyector mejorada y un sistema de enfriamiento regenerativo. El motor puede funcionar durante casi 2 minutos, que es la duración prevista nominal para el vehículo de lanzamiento suborbital Miura 1. El motor produce un empuje de 30,8 kN desde el nivel del mar.

### TEPREL-B
TEPREL-B es la primera versión de vuelo del motor TEPREL. Se han implementado varias mejoras de diseño para reducir el peso total. Además, está equipado con un sistema de control del vector de empuje. En mayo de 2019 el primer ejemplar de este modelo resultó destruido durante una prueba.[cita requerida] Tras una larga investigación PLD Space concluyó que el problema se debió a un exceso de presión durante el arranque del motor en el encendido. PLD Space solucionó el problema mediante una combinación de mejoras en la infraestructura del sitio de lanzamiento y mejoras en procedimientos.  Actualmente se encuentra completamente operativa. En febrero de 2020, PLD Space consiguió culminar con éxito una prueba de 122 segundos que permitió alcanzar la calificación de vuelo, al ser superior al tiempo que está previsto que el motor permanezca encendido durante el lanzamiento del Miura 1.

### TEPREL-C

Ciclo con generador de gas de un cohete refrigerado por oxidante. Parte del combustible y el oxidante se quema por separado para impulsar las bombas y después se expulsa.

Versión de vuelo del motor TEPREL inicialmente tenía previsto producir 105,5 kN de empuje a nivel del mar, posteriormente esta estimación se elevó a 190 kN. Será incorporado en el Miura 5. Tiene una arquitectura de ciclo abierto, y es alimentado por una turbobomba monoeje movida por un generador de gas. Actualmente se encuentra en proceso de desarrollo.

### TEPREL-C Vacuum
Versión del TEPREL-C adaptada a condiciones de vacío y capaz de realizar un reencendido en condiciones de microgravedad. Capaz de 75 kN de empuje.